# پلی‌استیشن آی
پلی استیشن آی (به انگلیسی: PlayStation Eye) یک دوربین دیجیتال، شبیه وب‌کم که مخصوص پلی‌استیشن ۳ می‌باشد. این دستگاه از فناوری بینایی کامپیوتری و تشخیص جنبش برای پردازش تصاویر دریافت شده از دوربین بهره می‌گیرد. جنبش‌های بازی‌کننده با این دوربین اسکن می‌شود و بازی‌کننده می‌تواند تعامل بیشتری با بازی داشته باشد. هم‌چنین این دوربین توانایی تشخیص رنگ و صدا را هم دارد. پلی استیشن آی جایگزین آی‌توی می‌باشد که در سال ۲۰۰۳ برای پلی‌استیشن ۲ منتشر شده بود.